# Blackford (Perth and Kinross)
Blackford är en ort i Storbritannien.   Den ligger i kommunen Perth and Kinross och riksdelen Skottland, i den norra delen av landet, 600 km norr om huvudstaden London. Blackford ligger 186 meter över havet och antalet invånare är 541.
Terrängen runt Blackford är kuperad åt sydost, men åt nordväst är den platt. Runt Blackford är det ganska tätbefolkat, med 192 invånare per kvadratkilometer. Närmaste större samhälle är Stirling, 17,9 km sydväst om Blackford. Trakten runt Blackford består i huvudsak av gräsmarker.